# Хобби, Уильям Петтус
Уильям Петтус Хобби (англ. William Pettus Hobby; 26 марта 1878, Москоу, Техас — 7 июня 1964, Хьюстон, Техас) — американский политик, 27-й губернатор Техаса.

## Биография
Родился в городе Москоу, штат Техас. В 1895 году Хобби начал работать репортёром в газете «Post». В августе 1901 года возглавил деловой раздел газеты. В 1907 году ушел из газеты и стал менеджером и совладельцем газеты «Beaumont Enterprise», вскоре стал единственным владельцем издания.
В 1914 году Хобби был избран вице-губернатором Техаса. После отстранения от должности губернатора Джеймса Эдварда Фергюсона в 1917 году, Хобби стал самым молодым губернатором в истории штата Техас. После отставки в 1924 году вернулся к издательской деятельности, вскоре вступил в должность президента «Houston Post».
В 1931 году женился на Овете Калп Хобби, которая впоследствии стала 1-м секретарём Департамента здравоохранения, образования и социального обеспечения. В августе 1955 года Хобби стал председателем правления компании Houston Post, которая также включает радиостанцию, KPRC и телевизионную станцию KPRC-TV. Хобби также был членом Совета директоров Техасского технологического колледжа.

## Память
В честь Уильяма П. Хобби названы аэропорт и начальная школа в Хьюстоне, а также средняя школа в Сан-Антонио. Его сын, Уильям Петтус Хобби-младший, был вице-губернатором Техаса с 1973 по 1991 год. Его дочь, Джессика, была замужем за Генри Э. Катто-младшим, бывшим послом США в Великобритании. Внук, Пол Хобби, проиграл выборы на должность контролёра штата Техас в 1998 году.